# Hoa hậu Đài Loan
Hoa hậu Đài Loan (hay còn gọi là Hoa hậu Trung Hoa Dân Quốc 中華民國小姐, Hoa hậu Trung Hoa Đài Bắc hoặc Hoa hậu Trung Hoa 中華小姐) là cuộc thi sắc đẹp cấp quốc gia ở Đài Loan, được tổ chức kể từ năm 1960.

## Lịch sử

### 1960-1964
Thời gian đầu vào năm 1960 thì Space Mass Communication là đơn vị tài trợ cho cuộc thi sắc đẹp Đài Bắc và lấy tên là "Hoa hậu Trung Hoa Dân Quốc". Những thí sinh đoạt vương miện đều trở thành tài năng đại diện cho nền văn hóa Trung Hoa tại các sân chơi quốc tế như Hoa hậu Hoàn vũ, Hoa hậu Thế giới và Hoa hậu Quốc tế với danh hiệu "Hoa hậu Trung Hoa Dân Quốc". Cuộc thi hoa hậu này tồn tại từ năm 1960 đến năm 1964. Người nắm giữ danh hiệu Hoa hậu năm 1960 là người đẹp Lâm Tĩnh Nghi (林靜宜), đại diện cho Trung Hoa tham dự cuộc thi thường niên Hoa hậu Quốc tế năm 1960 tổ chức lần đầu tại thành phố Long Beach, Hoa Kỳ.

### 1988-2004
Sau 24 năm cuộc thi Hoa hậu Trung Hoa Dân Quốc dừng hoạt động tranh giải thường niên, thì vào năm 1988 nó đã được hồi sinh với việc tổ chức cuộc thi Hoa hậu Hoàn vũ lần thứ 37 vào ngày 24 tháng 5 năm 1988. Người đẹp Hồ Phỉ Thúy (胡翡翠), Hoa hậu Trung Hoa Dân Quốc năm 1988 đã tham dự cuộc thi này. Năm 1993, cuộc thi Hoa hậu Đài Loan đã không được tổ chức như thông lệ hàng năm. Năm 2004, đại diện cuối cùng của Đài Loan tham gia cuộc thi Hoa hậu Hoàn vũ với tên gọi "Hoa hậu Trung Hoa Đài Bắc" (Miss Chinese Taipei), sau khi Hoa hậu Đài Loan năm 2003 cô Trần Tư Vũ (陳思羽) đã đeo dải băng có tên "Hoa hậu Đài Loan" (Miss Taiwan) vốn không được cho phép tại sân chơi Hoa hậu Hoàn vũ.. Từ năm 2018 đến nay, Đài Loan chỉ còn tham gia một cuộc thi sắc đẹp duy nhất là Hoa hậu Quốc tế. Các đại diện đến với cuộc thi này đều được phép sử dụng dải băng Hoa hậu Đài Loan (Miss Taiwan).

## Danh sách các Hoa hậu
Dưới đây là bản danh sách tất cả những người đẹp đăng quang vương miện Hoa hậu Đài Loan kể từ năm 1960.
| Năm tổ chức | Danh sách Hoa hậu | Tên tiếng Hoa | Tên quốc tế          | Chú thích                                                                                      |
| ----------- | ----------------- | ------------- | -------------------- | ---------------------------------------------------------------------------------------------- |
| 2019/2020   | Sắp công bố       | Sắp công bố   | Sắp công bố          | Hoa hậu Đài Loan                                                                               |
| 2017/2018   | Cao Mạn Dung      | 高曼容        | Kao Man-jung         | Hoa hậu Đài Loan                                                                               |
| 2015/2016   | Trần Hải Lâm      | 陳海琳        | Chan Chan            | Hoa hậu Đài Loan                                                                               |
| 2013/2014   | Dương Vu Dao      | 楊于瑤        | Yan Yu-Yao           | Hoa hậu Đài Loan                                                                               |
| 2011        | Lư Trinh Linh     | 盧貞伶        | Jenny Lu             | Hoa hậu Đài Loan                                                                               |
| 2009        | Khâu Vu Đình      | 邱于婷        |                      | Hoa hậu Đài Loan                                                                               |
| 2008        | Lâm Khiết Minh    | 林潔明        | Jamie Lin            | Hoa hậu Trung Hoa Đài Bắc; Hoa hậu Thế giới Trung Hoa Đài Bắc                                  |
| 2006        | Lâm Nghệ Phiếm    | 林羿汎        | Sasha Li             | Hoa hậu Trung Hoa Đài Bắc                                                                      |
| 2005        | Trần Gia Gia      | 陳家嘉        | Kimberly Chin        | Hoa hậu Trung Hoa Đài Bắc; tham dự cuộc thi Hoa hậu người Hoa Quốc tế năm 2005                 |
| 2004        | Tạ Nghi Trăn      | 謝宜臻        | Janie Hsieh          | Hoa hậu Trung Hoa Đài Bắc; danh hiệu Hoa hậu Hoàn vũ Trung Hoa Đài Bắc cuối cùng trong lịch sử |
| 2003        | Trần Tư Vũ        | 陳思羽        | Beverly Chen Szu Yu  | Hoa hậu Trung Hoa Đài Bắc                                                                      |
| 2001        | Giang Hân Đình    | 江欣婷        | Chiang Hsin Ting     | Hoa hậu Đài Loan                                                                               |
| 2000        | Trương Lý An      | 張理安        | Lei-Ann Chang        | Hoa hậu Trung Hoa Đài Bắc                                                                      |
| 1999        | Vương Uyển Phi    | 王婉霏        | Vivi Wang Wan Fei    | Hoa hậu Đài Loan Trung Hoa Dân Quốc                                                            |
| 1998        | Thái Huệ Anh      | 蔡慧瑛        | Annie Tsai           | Hoa hậu Đài Loan Trung Hoa Dân Quốc                                                            |
| 1997        | Khâu Khải Đế      | 邱凱蒂        | Chiou Kai Ti         | Hoa hậu Đài Loan Trung Hoa Dân Quốc                                                            |
| 1996        | Trần Hiểu Phân    | 陳曉芬        | Chen Hsiao Fen       | Hoa hậu Đài Loan Trung Hoa Dân Quốc                                                            |
| 1995        | Liệu Gia Nghi     | 廖家儀        | Liao Chia Yi         | Hoa hậu Đài Loan Trung Hoa Dân Quốc                                                            |
| 1994        | Ngô Trung Quân    | 吳忠君        | Joanne Wu Chung Chun | Hoa hậu Đài Loan Trung Hoa Dân Quốc                                                            |
| 1992        | Thi Tú Khiết      | 施秀潔        | Shih Hsiu Chieh      | Miss China/Taiwan                                                                              |
| 1991        | Lâm Thụ Quyên     | 林樹娟        | Lin Shu Chuan        | Hoa hậu Trung Hoa Dân Quốc                                                                     |
| 1990        | Ôn Thúy Tần       | 溫翠蘋        | Wen Tzui Pin         | Hoa hậu Trung Hoa Dân Quốc                                                                     |
| 1989        | Trần Yến Bình     | 陳燕萍        | Chen Yen Ping        | Hoa hậu Trung Hoa Dân Quốc                                                                     |
| 1988        | Hồ Phỉ Thúy       | 胡翡翠        | Jade Hu Fei Tsui     | Cuộc thi Hoa hậu Hoàn vũ lần thứ 37 (năm 1988) được tổ chức tại Đài Loan                       |
| 1964        | Vu (...) Nghi     | 于 儀         | Lana Yu              | Hoa hậu Trung Hoa Dân Quốc                                                                     |
| 1962        | Lưu Tú Mạn        | 劉秀嫚        | Helen Liu            | Hoa hậu Trung Hoa Dân Quốc                                                                     |
| 1961        | Uông Lệ Linh      | 汪麗玲        | Lily Wang            | Hoa hậu Trung Hoa Dân Quốc                                                                     |
| 1960        | Lâm Tĩnh Nghi     | 林靜宜        | Janet Lin Chin-Yi    | Hoa hậu Trung Hoa Dân Quốc                                                                     |

## Trên trường quốc tế

### Hoa hậu Hoàn vũ Đài Loan
Tông màu
- Đăng quang vương miện Hoa hậu
- Dừng chân ở vị trí Á hậu
- Dừng chân ở nhóm những người lọt vào vòng chung kết hoặc bán kết

| Năm  | Hoa hậu Đài Loan        | Vị trí          | Giải đặc biệt |
| ---- | ----------------------- | --------------- | ------------- |
| 2004 | Tạ Nghi Trăn (謝宜臻)   | Không đoạt giải |               |
| 2003 | Trần Tư Vũ (陳思羽)     | Không đoạt giải |               |
| 2001 | Giang Hân Đình (江欣婷) | Không đoạt giải |               |
| 2000 | Trương Lý An (張理安)   | Không đoạt giải |               |
| 1999 | Vương Uyển Phi (王婉霏) | Không đoạt giải |               |
| 1998 | Thái Huệ Anh (蔡慧瑛)   | Không đoạt giải |               |
| 1997 | Khâu Khải Đế (邱凱蒂)   | Không đoạt giải |               |
| 1996 | Trần Hiểu Phân (陳曉芬) | Không đoạt giải |               |
| 1995 | Liệu Gia Nghi (廖家儀)  | Không đoạt giải |               |
| 1994 | Ngô Trung Quân (吳忠君) | Không đoạt giải |               |
| 1992 | Thi Tú Khiết (施秀潔)   | Không đoạt giải |               |
| 1991 | Lâm Thụ Quyên (林樹娟)  | Không đoạt giải |               |
| 1990 | Ôn Thúy Tần (溫翠蘋)    | Không đoạt giải |               |
| 1989 | Trần Yến Bình (陳燕萍)  | Không đoạt giải |               |
| 1988 | Hồ Phỉ Thúy (胡翡翠)    | Không đoạt giải |               |
| 1964 | Vu (...) Nghi (于 儀)   | Á hậu 4         |               |
| 1962 | Lưu Tú Mạn (劉秀嫚)     | Á hậu 3         |               |
| 1961 | Uông Lệ Linh (汪麗玲)   | Top 15          |               |

### Hoa hậu Thế giới Đài Loan
Tông màu
- Đăng quang vương miện Hoa hậu
- Dừng chân ở vị trí Á hậu
- Dừng chân ở nhóm những người lọt vào vòng chung kết hoặc bán kết

| Năm  | Hoa hậu Thế giới Đài Loan | Vị trí          | Giải đặc biệt |
| ---- | ------------------------- | --------------- | ------------- |
| 2013 | Trương Thiều Quyên        | Không đoạt giải |               |
| 2008 | Lâm Khiết Minh (林潔明)   | Không đoạt giải |               |
| 2005 | Hứa Tố Dung               | Không đoạt giải |               |
| 2004 | Dorothy Hứa Di Huệ        | Không đoạt giải |               |
| 2000 | Hác Thư Đình              | Không đoạt giải |               |
| 1998 | Trần Di Như               | Không đoạt giải |               |
| 1997 | Phương Tố Lăng            | Không đoạt giải |               |
| 1996 | Trần Hiểu Phân (陳曉芬)   | Không đoạt giải |               |
| 1995 | Hứa Thuần Thuần           | Không đoạt giải |               |
| 1994 | Ngô Trung Quân (吳忠君)   | Không đoạt giải |               |
| 1993 | Virginia Long Vi Yến      | Không đoạt giải |               |
| 1992 | Trịnh Vi Vi               | Không đoạt giải |               |
| 1991 | Rebecca Lâm Lan Chỉ       | Không đoạt giải |               |
| 1989 | Vương Nghi Minh           | Không đoạt giải |               |
| 1988 | Ngô Dật Ninh              | Không đoạt giải |               |
| 1964 | Linda Lâm Tố Hạnh         | Á hậu 2         |               |
| 1962 | Roxsana Giang Lạc Thuấn   | Không đoạt giải |               |
| 1961 | Grace Lí Tú Anh           | Á hậu 1         |               |

### Hoa hậu Quốc tế Đài Loan
Tông màu
- Đăng quang vương miện Hoa hậu
- Dừng chân ở vị trí Á hậu
- Dừng chân ở nhóm những người lọt vào vòng chung kết hoặc bán kết

| Năm  | Hoa hậu Quốc tế Đài Loan | Vị trí          | Giải đặc biệt |
| ---- | ------------------------ | --------------- | ------------- |
| 2018 | Cao Mạn Dung (高曼容)    | Không đoạt giải |               |
| 2017 | Xie Lingci               | Không đoạt giải |               |
| 2016 | Ai-Ning Tan              | Không đoạt giải |               |
| 2015 | Yan Chen-ning            | Không đoạt giải |               |
| 2014 | Dương Vu Dao (楊于瑤)    | Không đoạt giải |               |
| 2012 | Yu Nian-yu               | Không đoạt giải |               |
| 2011 | Ying Kuei Li             | Không đoạt giải |               |
| 2010 | Chen Yi-Wei              | Không đoạt giải |               |
| 2009 | Chen Yi-Chih             | Không đoạt giải |               |
| 2008 | Ting Yen Yu              | Không đoạt giải |               |
| 2007 | Hung Tzu-Wei             | Không đoạt giải |               |
| 2006 | Liu Tzu-Hsuan            | Không đoạt giải |               |
| 2005 | Li Yen Chin              | Không đoạt giải |               |
| 2000 | Giang Hân Đình (江欣婷)  | Không đoạt giải |               |
| 1964 | Philippina Chao Ling-Yu  | Không đoạt giải |               |
| 1962 | Anne Yui Fang            | Top 15          |               |
| 1961 | Dolly Ma                 | Top 15          |               |
| 1960 | Lâm Tĩnh Nghi (林靜宜)   | Không đoạt giải |               |

### Hoa hậu Trái Đất Đài Loan
Tông màu
- Đăng quang vương miện Hoa hậu
- Dừng chân ở vị trí Á hậu
- Dừng chân ở nhóm những người lọt vào vòng chung kết hoặc bán kết

| Năm  | Hoa hậu Trái Đất Đài Loan | Vị trí          | Giải đặc biệt                                            |
| ---- | ------------------------- | --------------- | -------------------------------------------------------- |
| 2017 | Amelie Zhao               | Không đoạt giải | Phần thi tài năng (Nhóm 2)                               |
| 2016 | Joanne Peng               | Không đoạt giải |                                                          |
| 2015 | Ting Wen Yin              | Không tham gia  |                                                          |
| 2014 | Trần Khoan Liên (陳寬連)  | Không đoạt giải | Phần thi tài năng                                        |
| 2013 | Lyu Ying-Li               | Không đoạt giải |                                                          |
| 2012 | Lư Trinh Linh (盧貞伶)    | Không đoạt giải | Phần thi tài năng (Nhóm 1) · Hoa hậu Thân thiện (Nhóm 1) |
| 2011 | Cherry Liu                | Top 16          | Hoa hậu Ảnh                                              |
| 2010 | Liu Hsing-Jung            | Không đoạt giải |                                                          |
| 2009 | Chen Yi-Wen               | Không đoạt giải |                                                          |
| 2008 | Yin Yin Tsai              | Không đoạt giải |                                                          |
| 2007 | Sonya Lee                 | Không đoạt giải |                                                          |
| 2006 | Chui Yu-Cheng             | Không đoạt giải |                                                          |
| 2005 | Lin Yi-Fan                | Không đoạt giải |                                                          |
| 2004 | Angel Wu                  | Không đoạt giải |                                                          |
| 2001 | Liza Chao Yun-Hsiu        | Không đoạt giải |                                                          |

## Các thành tích khác
- Macy Shih đăng quang vương miện Hoa hậu Châu Á-Thái Bình Dương Quốc tế năm 1968 (trước đó có tên là "Đi tìm Hoa hậu Châu Á" - Miss Asia Quest) tại Philippines.
- Vương Uyển Phi được trao giải Trang phục dân tộc xuất sắc nhất trong khuôn khổ cuộc thi Hoa hậu Châu Á-Thái Bình Dương Quốc tế năm 1999 tại Philippines.
- Liu Xiaoou lọt vào Top 15 vòng bán kết và được trao giải Vẻ đẹp Lục địa đến từ châu Á trong khuôn khổ cuộc thi Hoa hậu Siêu quốc gia năm 2009 tại Ba Lan.